# Aconitum elliotii
Aconitum elliotii är en ranunkelväxtart som beskrevs av Lucien André Andrew Lauener. Aconitum elliotii ingår i släktet stormhattar, och familjen ranunkelväxter.

## Underarter
Arten delas in i följande underarter:
- A. e. doshongense
- A. e. glabrescens
- A. e. pilopetalum